# بخش تونک
بخش تونک (به انگلیسی: Tonk district) یک منطقهٔ مسکونی در هند است که در بخش آجمر واقع شده‌است. بخش تونک ۷٬۱۹۴ کیلومتر مربع مساحت و ۱٬۴۲۱٬۳۲۶ نفر جمعیت دارد.